# Compañía Argentina de Pesca
La Compañía Argentina de Pesca S.A. fue una empresa registrada en Argentina, que operó desde la isla San Pedro del archipiélago de las islas Georgias del Sur. Se dedicaba a la caza de ballenas. Su relevancia se debe principalmente a que sus actividades subantárticas son consideradas por la Argentina como uno de los principales argumentos a sus derechos de soberanía sobre esas islas.

## Historia

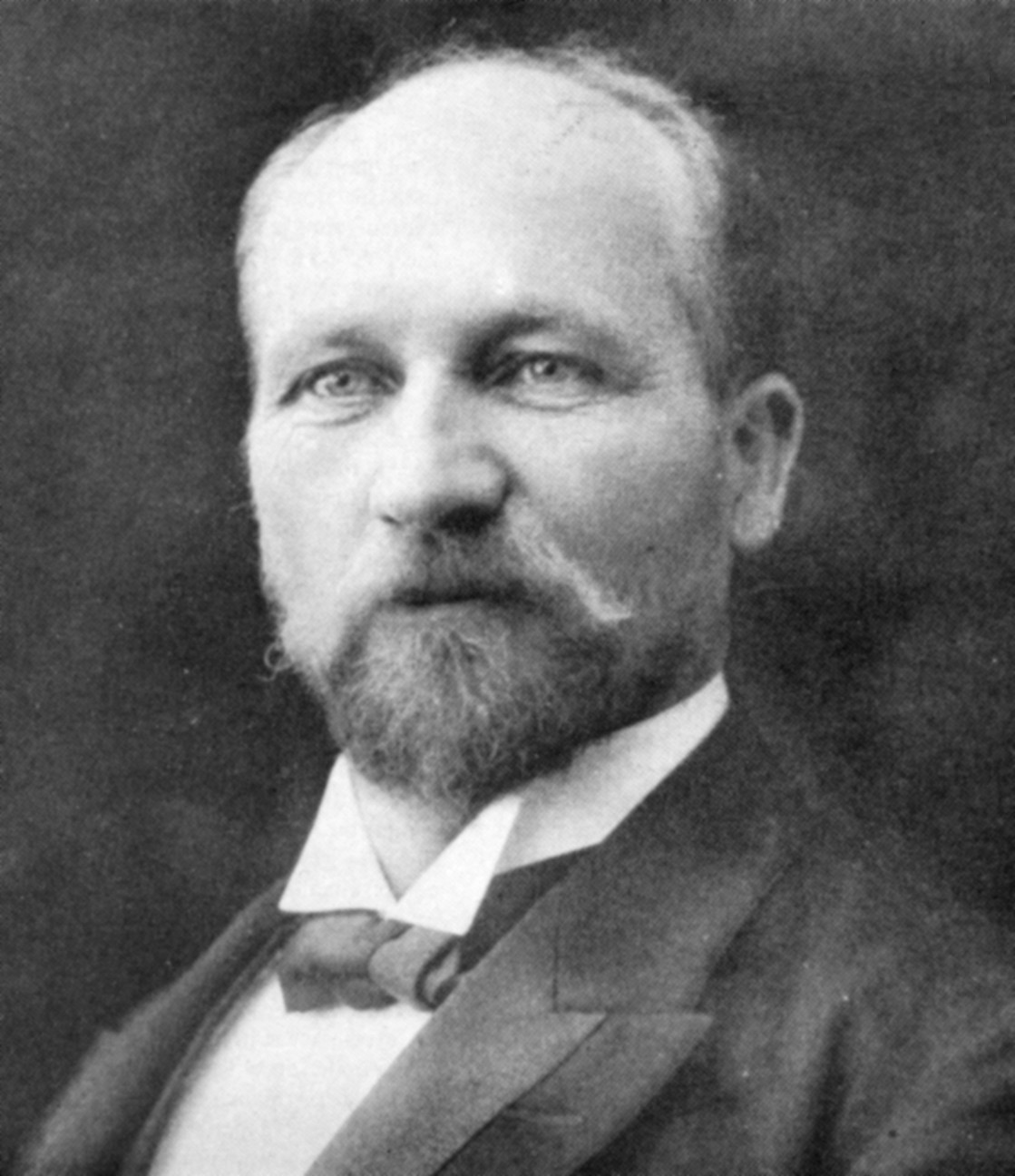
Carl Anton Larsen, fundador de la CAP.

La compañía fue fundada por el ballenero y explorador antártico noruego Carl Anton Larsen y establecida el 29 de febrero de 1904 por dos residentes extranjeros en Buenos Aires: el cónsul noruego Pedro Christophersen, el estadounidense H.H. Schlieper y el banquero argentino Ernesto Tornquist (nacido en Buenos Aires el 31 de diciembre de 1842). Larsen era el gerente de la compañía y fue él quien organizó la construcción de Grytviken, la primera estación ballenera basada en la Antártida fue puesta en operación el 24 de diciembre de 1904.

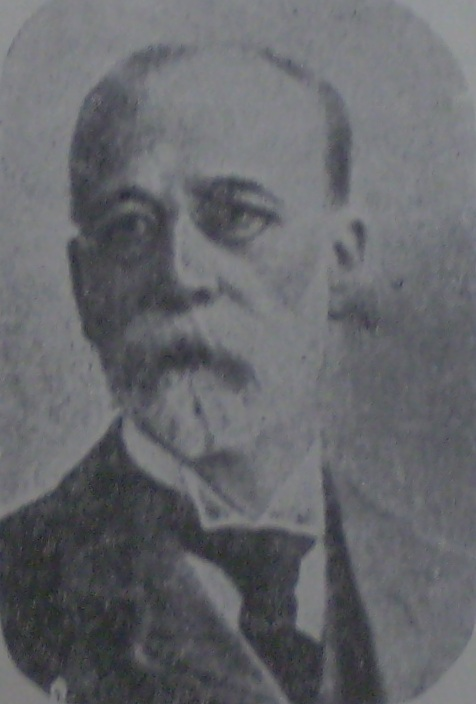
Ernesto Tornquist, fundador de la CAP.

Larsen había visitado previamente las islas en 1893 al mando de dos barcos balleneros y en 1902 a bordo del Antartic comprobó que Grytviken (nombre dado por él) en la bahía Cumberland era un buen lugar para la operación ballenera, dado que había muchas ballenas en la región y el puerto de Grytviken era seguro, además de que la isla San Pedro tenía abundante agua dulce. Luego de que el Antartic se hundiera y Larsen fuera rescatado por la corbeta ARA Uruguay, permaneció en Buenos Aires iniciando una campaña publicitaria para atraer capitales argentinos con el objeto de crear una compañía de pesca, la que se constituyó con un capital de 200.000 pesos fuertes, el ballenero a vapor Fortuna y los veleros Louise y Rolf.
Larsen viajó a las islas con los buques Fortuna, Louise y Rolf de bandera argentina y matriculados en Buenos Aires, y el 16 de noviembre de 1904 con un contingente de unas 30 personas comenzó la construcción de la factoría ballenera de Grytviken, siendo la primera ocupación permanente de las islas, que se hallaban despobladas. Al mando del teniente de navío Alfredo P. Lamas, el buque transporte argentino ARA Guardia Nacional llegó a la bahía Cumberland el 1 de febrero de 1905, descargando pertrechos y 1000 toneladas de carbón durante dos semanas, prestando apoyo a la construcción de la factoría y zarpando de regreso el 30 de junio, luego de realizar diversas tareas en las islas. En diciembre comenzaron a cazar ballenas, logrando capturar 195 en la primera temporada. En enero de 1905 el Ministerio de Agricultura de la República Argentina autorizó a la Compañía Argentina de Pesca a establecer una estación meteorológica y magnética en Grytviken, que comenzó sus observaciones el 17 de enero y que mantuvo su operación hasta 1950 cuando el Reino Unido la desalojó y la entregó en Montevideo.
Años más tarde, la Compañía Argentina de Pesca solicitó un permiso para mantener un lugar de almacenaje de carbón a la legación británica en Buenos Aires; lo que fue realizado por el presidente de la compañía Pedro Christophersen (casado con una nieta del general Carlos María de Alvear) y el capitán Guillermo Núñez, un consejero técnico y accionista de la compañía, quien fue también director de armamentos de la Armada Argentina. El permiso fue concedido por el gobernador británico de las islas Malvinas y Dependencias el 1 de enero de 1906 y subsecuentemente renovado luego. El 8 de marzo de 1906 la Compañía firmó con el gobernador británico de Malvinas, Allardyce, un contrato de arrendamiento, debido a la presión ejercida por el Reino Unido sobre la compañía. Por ese contrato obtuvo 500 acres de tierra por una renta anual de 250 libras esterlinas por 21 años, comenzando desde el 1 de enero de 1906. En 1909 obtuvo un arrendamiento adicional de tierras.
En 1908 el Reino Unido envió un magistrado a Grytviken para prestar servicios administrativos, estableció una oficina postal y un puesto de policía en King Edward Point (Punta Coronel Zelaya).

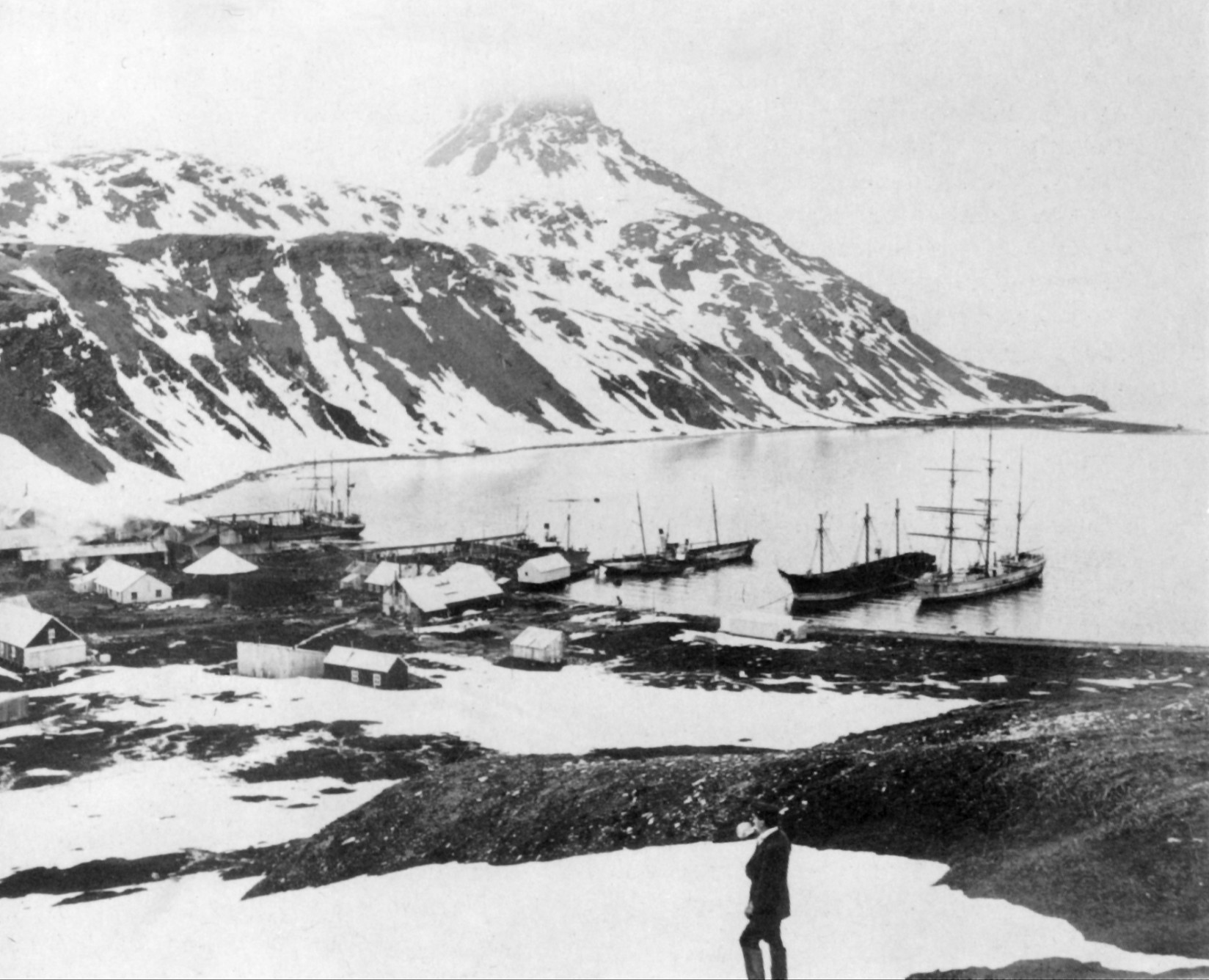
Grytviken en 1914.

En 1910 la compañía obtuvo del Gobierno británico una licencia de pesca para las aguas en torno a las islas Sandwich del Sur.
En 1960 la Compañía Argentina de Pesca cesó sus operaciones en las islas Georgias del Sur, vendiendo la Estación Ballenera Grytviken a Albion Star (South Georgia) Ltd. con sede en las Malvinas, que la operó hasta 1962 y luego la arrendó a una compañía japonesa hasta cerrar definitivamente el 4 de diciembre de 1964.